# Сонгай (народ)

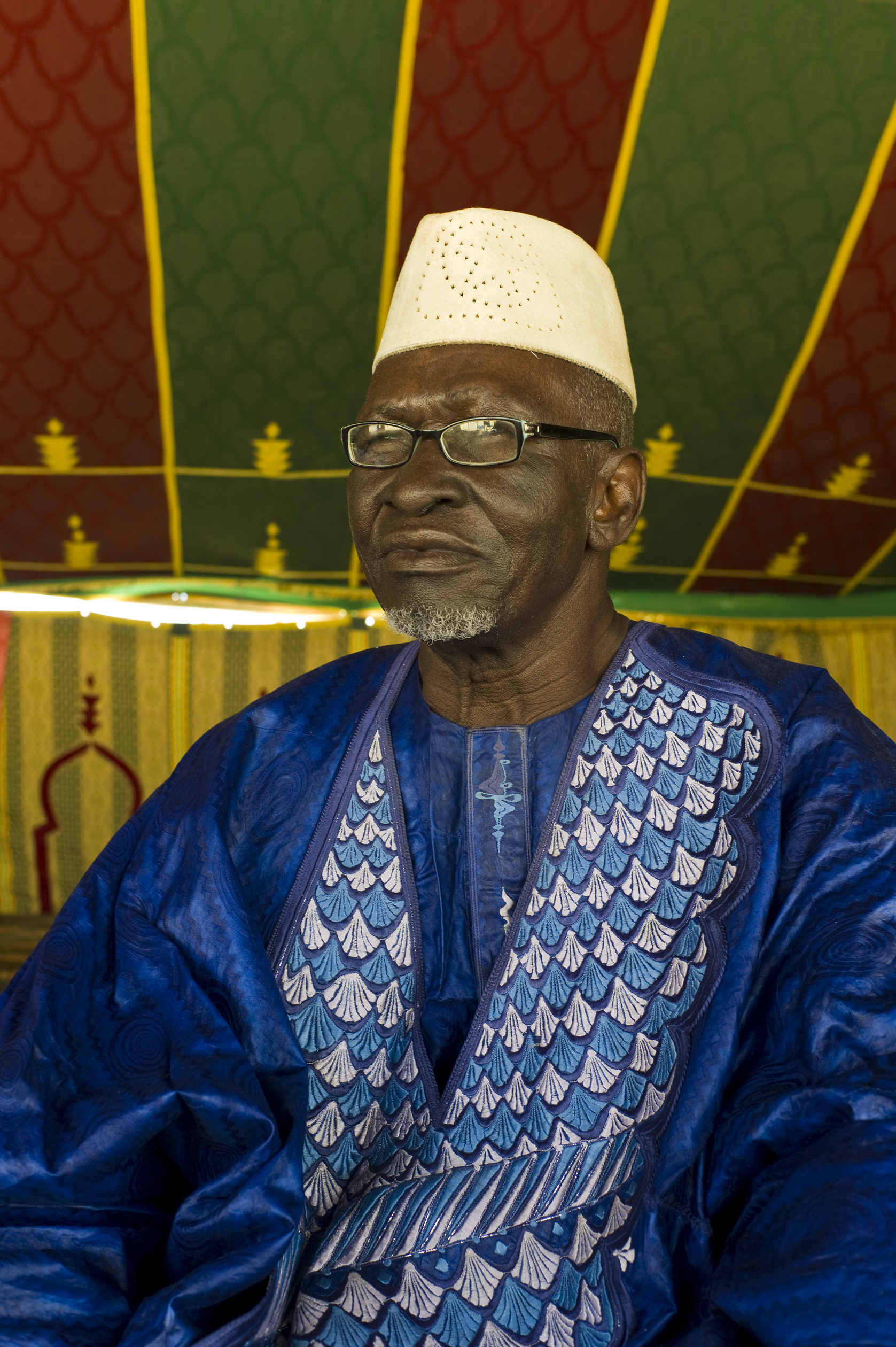
Мужчина сонгай в 2012 году (Тимбукту, Мали)

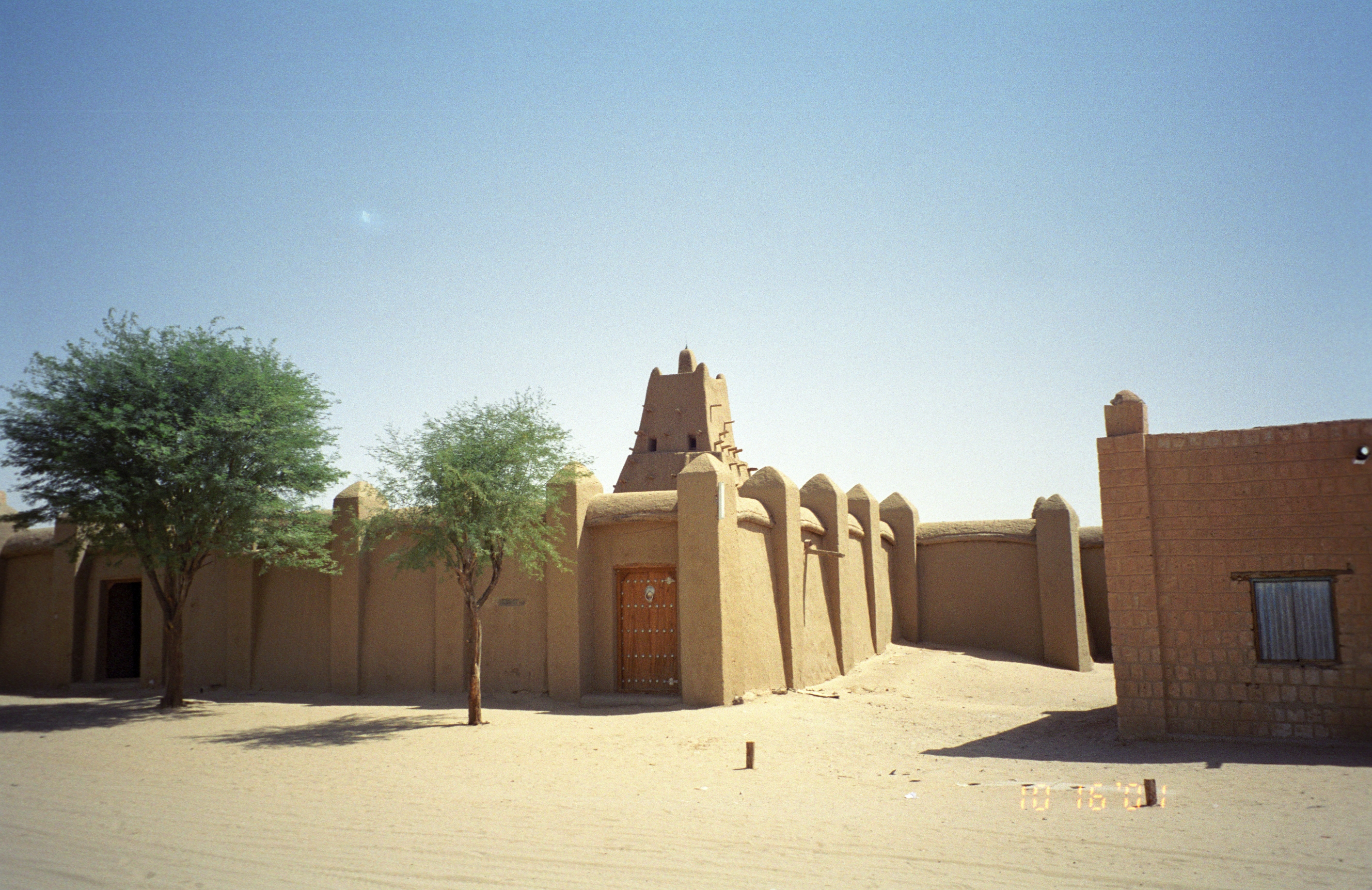
Мечеть-медресе Санкоре в главном городе сонгай в Мали, Томбукту.

Сонгай (сонгой, сонгаи) — народ у южной окраины Сахары, живущий по берегам реки Нигер от района города Дженне на северо-западе до места впадения реки Сокото в реку Нигер (в Республике Нигер, Мали, Буркина-Фасо, Нигерии, Бенине).
В других источниках указано что Сонраи (Sonrhai, Songhay) или сонгаи или сонгхаи, негритянское племя, жившее по обеим сторонам среднего течения реки Нигера и некогда образовавшее могущественное и обширное государство, в 1009 году приняло ислам. Сонгайцы говорят на сонгайских языках, условно относимых к нило-сахарской макросемье. На начало XX столетия язык Сонраи был восстановлен Г. Бартом, К. Р. Лепсиусом, особенно Фр. Миллером («Gruddriss der Sprachwissenschaft», I, 2, Вена, 1877 год), но последний считал его совершенно изолированным. По религии — мусульмане-сунниты.
Численность — около 4 500 000 человек. Сонгай традиционно занимаются земледелием (рис, сорго, просо) в сочетании с разведением скота и рыболовством, в городах — ремёслами и торговлей.
В Средние века сонгай создали государство (империю) Сонгай, достигшее расцвета в XV—XVI веках.